# Seabear
Seabear ist eine Indie-Folk-Band aus Reykjavík, Island.

## Bandgeschichte
Seabear startete zunächst als Soloprojekt von Sindri Sigfússon, der schon längere Zeit als Singer-Songwriter eigene Songs komponiert hatte. Anfang der 2000er spielte Sindri in seinem Heimstudio den Longplayer I'm Me on Sundays und die EP Singing Arc ein, die er beide auch selbst produzierte. Den ersten Zuwachs an Personal hatte das Projekt zu verzeichnen, als Sindri in Berlin zum ersten Mal live auftreten sollte und deshalb seine zwei Freunde Örn Ingi Ágústsson und Guðbjörg Hlín Guðmundsdóttir fragte, ob sie ihn musikalisch unterstützen würden. 
Schließlich waren es sechs Bandmitglieder, die gemeinsam in Sindris kleinem Heimstudio das erste Album einspielten. The Ghost That Carried Us Away erschien Ende 2007 und erhielt sehr gute Kritiken. Promotion und Vertrieb übernahm das Berliner Label Morr Music, das die Band für drei Alben an sich gebunden hatte. 2007 war die Band auf einer Europatour unterwegs und trat dabei auch in Deutschland auf. In dieser Zeit kam die Musikerin Sóley Stefánsdóttir als siebtes Mitglied zur Band. Sie spielt Gitarre und Keyboard. Im November 2007 brachte Seabear mit Teenage Kicks ein Cover von den Undertones als Single heraus.
2008 ging die Band intensiv auf Tour. 2009 wurde es ruhiger um die Gruppe. 2010 brachte Seabear mit Lion Face Boy / Cold Summer nach langer Zeit wieder eine Single heraus. Es folgte das Album We Built a Fire.

## Stil
Die von Sindri komponierten Songs zeichnen sich durch ihre melodische Struktur und textliche Sensibilität aus. Die musikalische Untermalung des zarten, zurückhaltenden Gesangs durch Gitarren, Piano, Schlagzeug, Glockenspiel, Streicher, Kontrabass und Mundharmonika gibt der Musik einen verspielten Touch von Easy-Listening-Folk.

## Trivia
- Das Cover-Artwork für The Ghost That Carried Us Away entwarf Sindri Sigfússon gemeinsam mit seiner Freundin Ingibjörg Birgisdóttir, die auch als Vokalistin auf dem Album mitwirkt. Ingibjörg Birgisdóttir arbeitet auch als Videokünstlerin und produzierte zusammen mit Sindri Sigfússon das Video zu I Sing I Swim.
- Die auf einigen Webseiten erwähnten Ehrenmitglieder Örvar, Eiki und Guðni unterstützten Seabear bei den Studioaufnahmen zum Debütalbum. Örvar Þóreyjarson Smárason ist auch Mitglied bei der Band múm, die mit Seabear im Herbst 2007 in Deutschland einige Male gemeinsam aufgetreten ist.
- 2008 gründete Sindri Már Sigfússon sein Soloprojekt Sin Fang Bous, mit dem er bereits zwei Alben veröffentlicht hat und zweimal auf Tour war.

## Diskografie

### Alben
- 2002: I'm Me on Sundays
- 2007: The Ghost That Carried Us Away (Morr Music)
- 2010: We Built a Fire (Morr Music)
- 2022: In Another Life (Morr Music)

### EPs
- 2004: Singing Arc
- 2010: While the Fire Dies (Sound Of A Handshake)

### Singles
- 2007: Teenage Kicks / Piano Hands (A Number of Small Things)
- 2010: Lion Face Boy / Cold Summer (A Number of Small Things)

### Kompilationsbeiträge
- 2005: Drunk Song − Alphabet Series I (Tomlab)
- 2007: Teenage Kicks / Piano Hands − A Number of Small Things (Morr Music)
- 2007: The Only Vampire in Town − Glaube (Morr Music)
- 2007: I Sing I Swim / Lost Watch − Music for Hairy Scary Monsters (Morr Music)
- 2007: I Sing I Swim − Iceland Airwaves Eruption (IMX Icelandic Music Export)
- 2007: Arms − Cologne on Pop Festival Compilation 2007 (C/O Pop)
- 2008: Cat Piano - The Big Freeze Vol. 3 (Platipus)
- 2009: Singing Arc - Not Given Lightly: A Tribute to the Giant Golden Book of New Zealands Alternative Music Scene (Morr Music)